# Авлабари
Авлаба́ри или Авлаба́р (груз. ავლაბარი, в советский период «26 Комиссаров»/груз. 26 კომისარი) — один из древнейших районов Тбилиси. Авлабари входит в административный состав Исани-Самгорского района и частично района Старый Тбилиси. Авлабари является связующим звеном между Исани-Самгорским районом и центральными районами Тбилиси.
Название имеет арабское происхождение и означает территорию вне стен (ограды).

## История
Впервые упоминается в 1398 году. Был указан на первом плане Тбилиси, составленном Вахушти Багратиони (1735)
В прошлом являлся центром расселения армянских ремесленников на территории Тифлиса. Жизнь в Авлабари конца XIX века хорошо показана в пьесе А. Цагарели «Ханума».

## Достопримечательности
Армянский театр, древняя армянская церковь, современная грузинская православная церковь Цминда Самеба (святой Троицы, главный Кафедральный храм Грузии) (построена на территории снесённого в 1936 году старинного армянского Ходживанкского кладбища), пантеон известных армянских писателей (например — Ованес Туманян и Раффи), резиденция президента Грузии.
Также в районе имеется армянская школа, станция метро «Авлабари», авлабарский базар, фонтан на центральной трассе, авлабарский парк, государственная школа.

## Галерея

Авлабарские достопримечательности
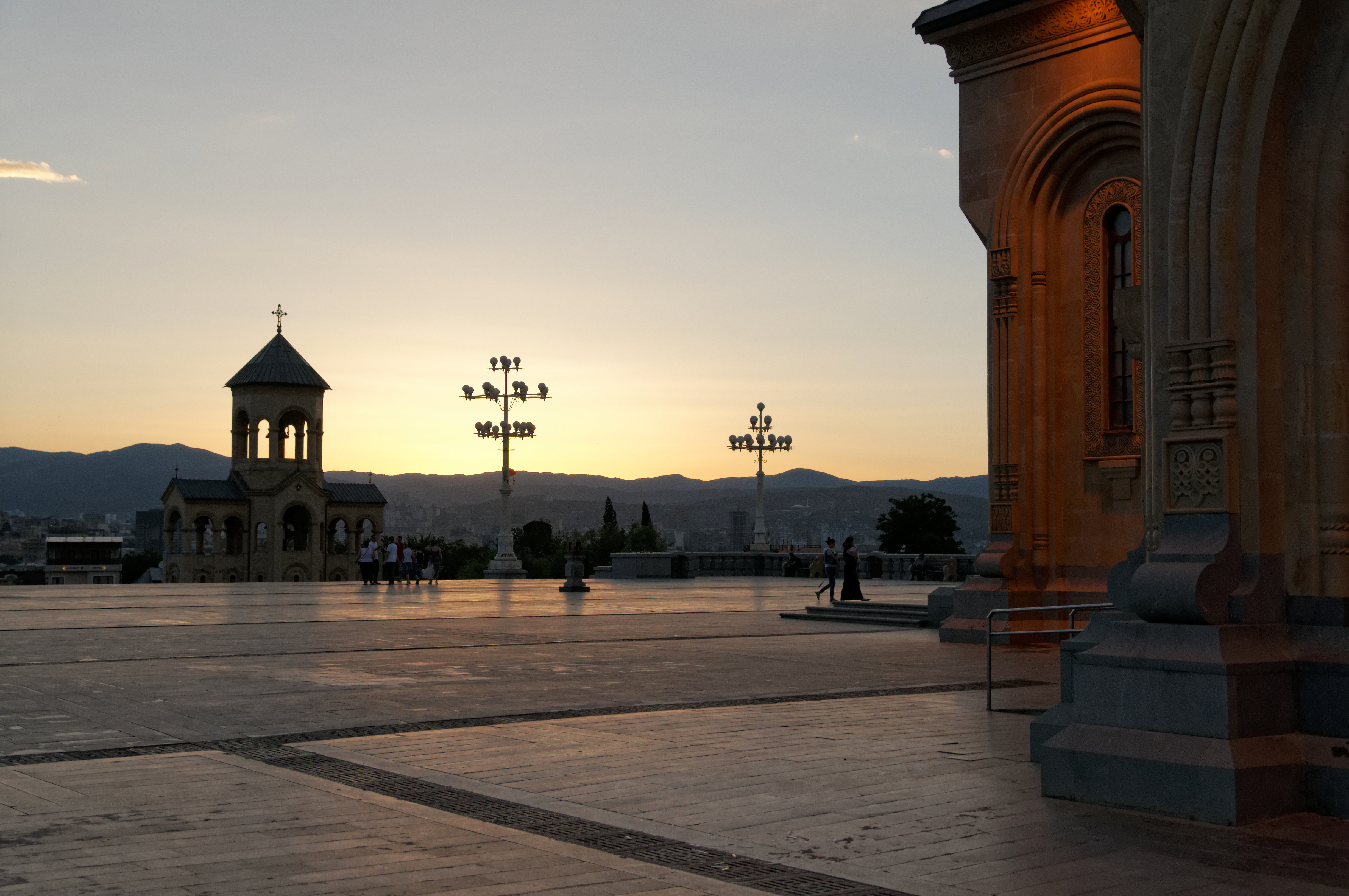
Двор храма Самеба
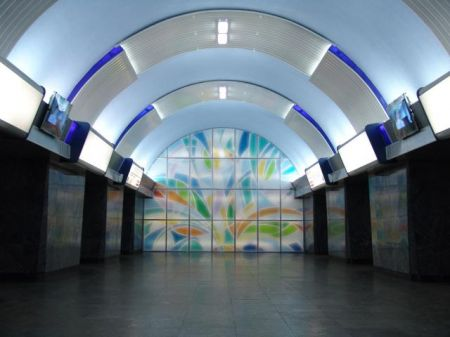
Станция метро «Авлабари»
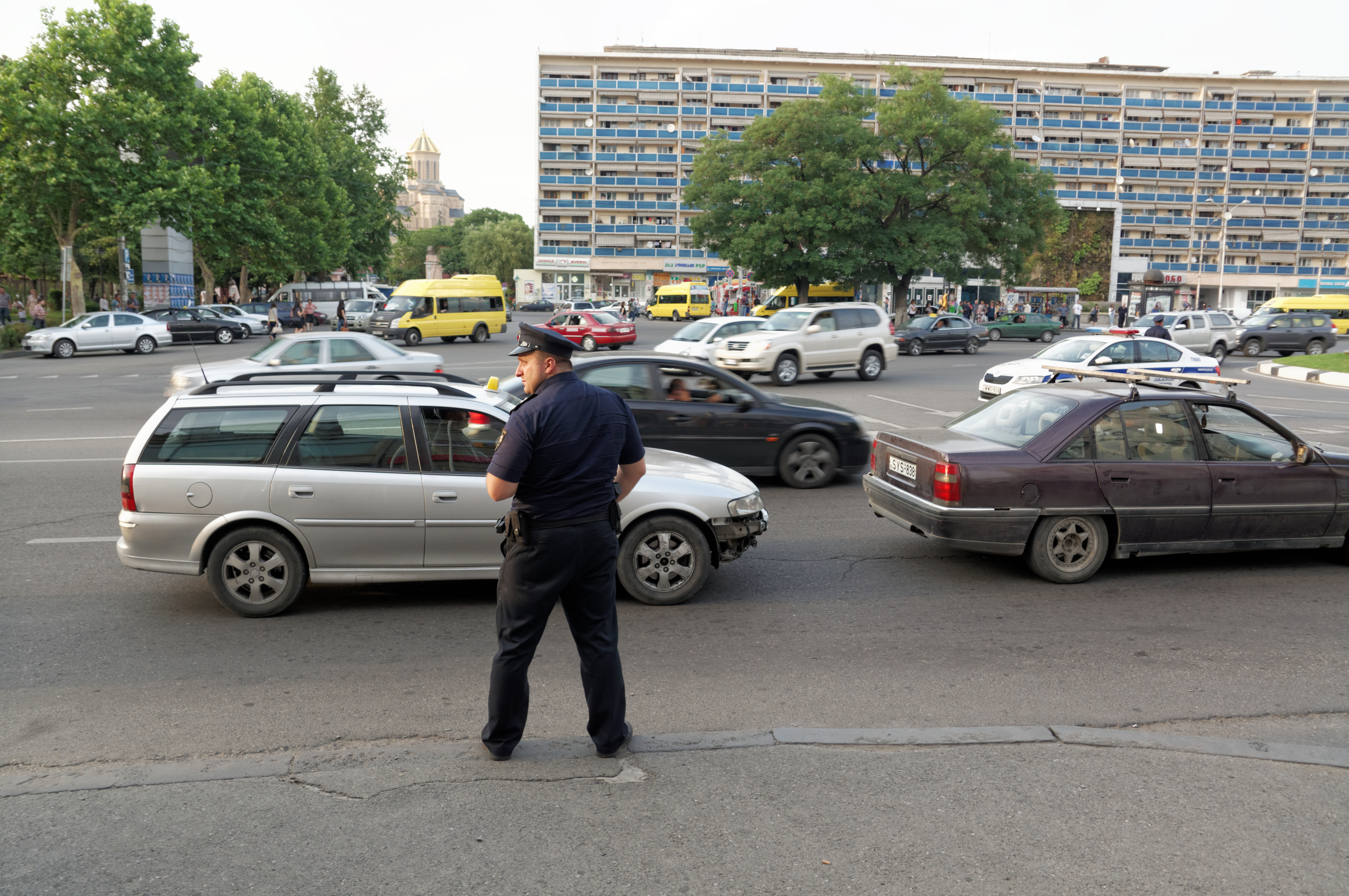
Площадь Авлабари
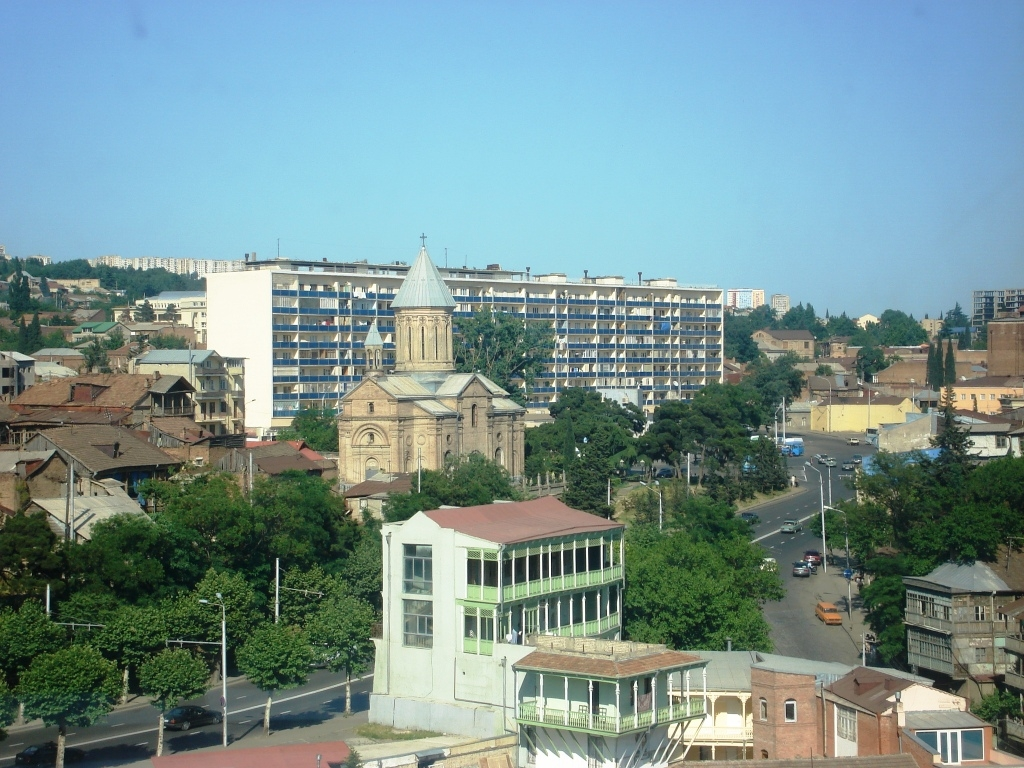
Авлабарский сквер
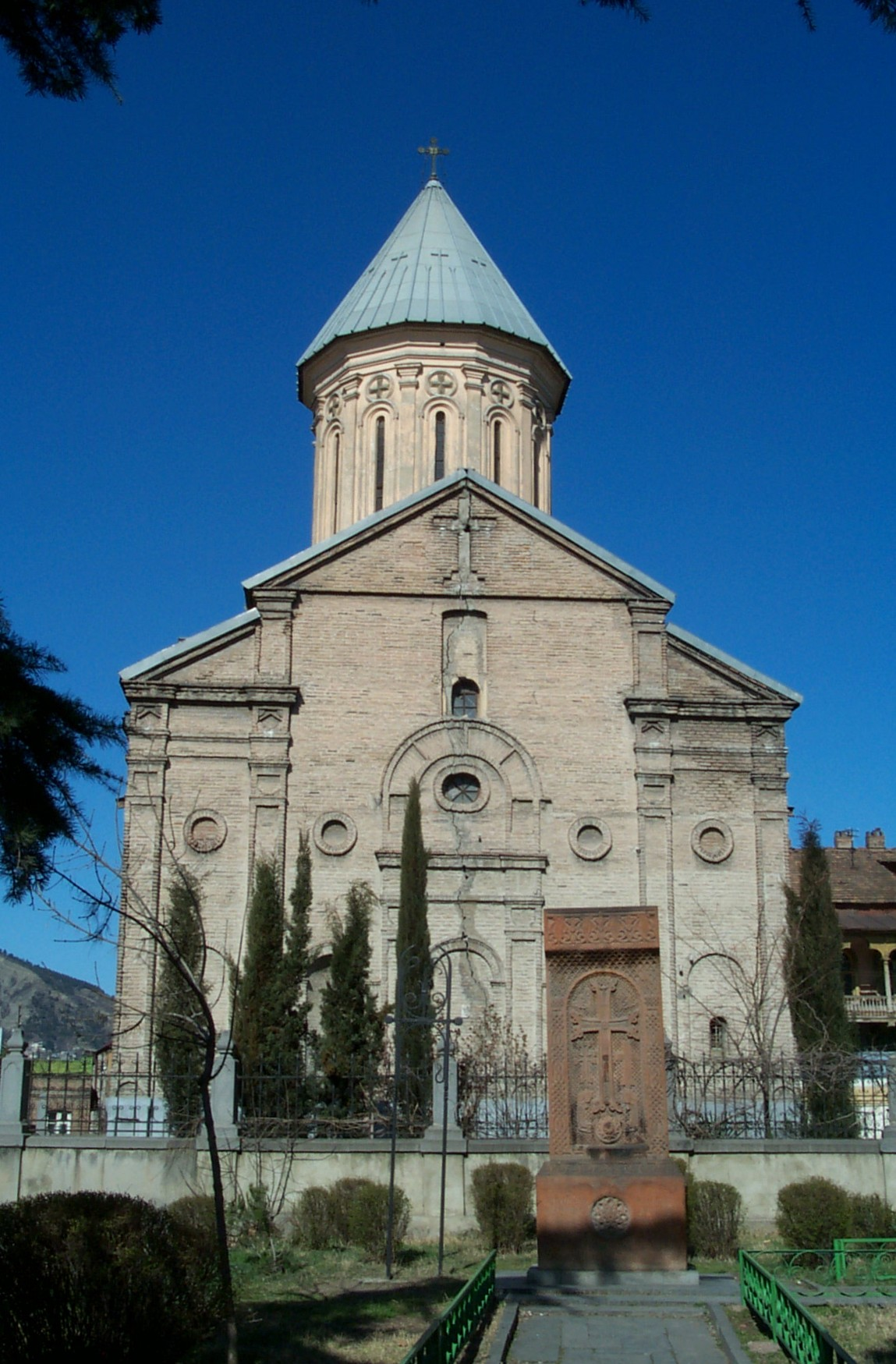
Армянская церковь «Эчмиадзин»
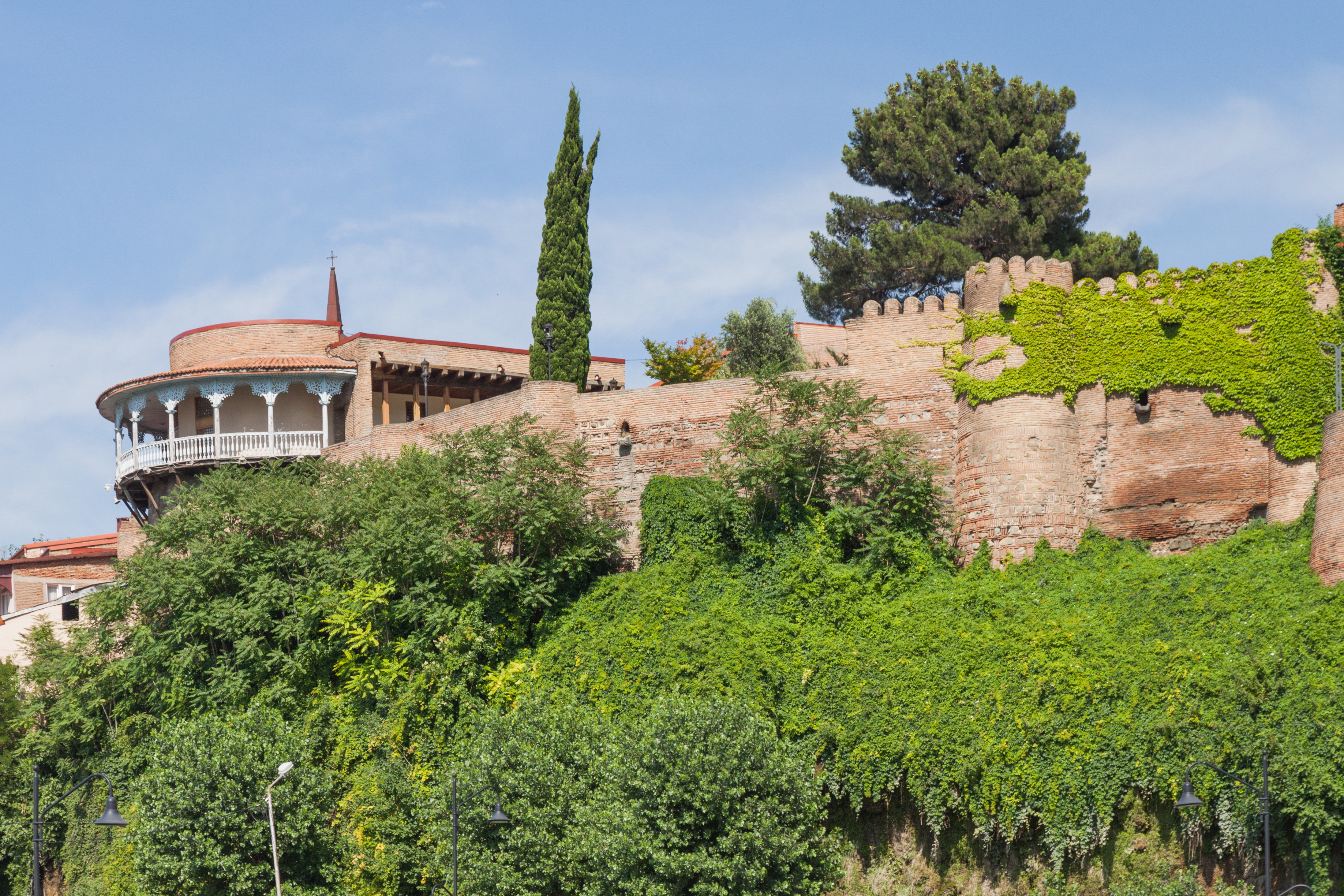
Дворец царицы Дареджан